# Загарское сельское поселение
Загарское сельское поселение — муниципальное образование в составе Юрьянского района Кировской области России.
Центр — село Загарье.

## История
Загарское сельское поселение образовано 1 января 2006 года согласно Закону Кировской области от 07.12.2004 № 284-ЗО.
Законом Кировской области от 30 апреля 2009 года № 371-ЗО в состав поселения включены населённые пункты упразднённого Ложкарского сельского поселения.

## Население
| 2010  | 2012  | 2013  | 2014  | 2015  | 2016  | 2017  |
| ----- | ----- | ----- | ----- | ----- | ----- | ----- |
| 1643  | ↗1656 | ↗1690 | ↗1719 | ↘1710 | ↘1687 | ↗1699 |
| 2018  | 2019  | 2020  | 2021  |       |       |       |
| ↘1672 | ↘1612 | ↘1574 | ↘1210 |       |       |       |

## Состав сельского поселения
| №  | Населённый пункт | Тип населённого пункта       | Население |
| -- | ---------------- | ---------------------------- | --------- |
| 1  | Верхняя Горца    | деревня                      | 3         |
| 2  | Дидино           | деревня                      | 13        |
| 3  | Загарье          | село, административный центр | 1051      |
| 4  | Замятины         | деревня                      | 0         |
| 5  | Зверевы          | деревня                      | 2         |
| 6  | Зяблец           | деревня                      | 3         |
| 7  | Кленовое         | деревня                      | 1         |
| 8  | Куниченки        | деревня                      | 0         |
| 9  | Лифановы         | деревня                      | 0         |
| 10 | Ложкари          | деревня                      | 455       |
| 11 | Моржаны          | деревня                      | 0         |
| 12 | Мыльниковы       | деревня                      | 1         |
| 13 | Мясниковы        | деревня                      | 8         |
| 14 | Нестеровичи      | деревня                      | 1         |
| 15 | Нижняя Горца     | деревня                      | 3         |
| 16 | Ожеговщина       | деревня                      | 28        |
| 17 | Пашичи           | деревня                      | 0         |
| 18 | Пестерово        | деревня                      | 10        |
| 19 | Подпоговская     | деревня                      | 3         |
| 20 | Рубленки         | деревня                      | 44        |
| 21 | Самыленки        | деревня                      | 3         |
| 22 | Сырченки         | деревня                      | 6         |
| 23 | Тиминцы          | деревня                      | 6         |
| 24 | 44 км            | железнодорожная казарма      | 2         |

### Упразднённые населённые пункты
Железнодорожная казарма 32 км.